# دانشگاه ایالتی کالیفرنیا در هامبولت
دانشگاه ایالتی کالیفرنیا در هامبولت(به انگلیسی: Humboldt State University) و در 449 کیلومتری شمال سانفرانسیکو قرار دارد. محل اصلی دانشگاه در کنار جنگل «رد وود» و مشرف به «آرکاتا بی» می‌باشد و به همین لحاظ دارای زیبایی‌های طبیعی منحصربه‌فردی می‌باشد.